# 유라 아카리
유라 아카리(由良朱合, 1999년3월 12일~) 유라주합은 일본의 그라비아 아이돌, 탤런트, 성우이다.

## 개요
히로시마현 출신. SPL∞ASH, STU48의 전 멤버이다.애칭은 '유라린' '아카린' 등. 유튜브 채널 '유라는 착한 아이'에서 유튜버로도 활동하고 있다.
「D4DJ」의 시노미야 아이 역으로 성우 데뷔를 한다.